# Jacky Meindu
Jacky Meindu (6 giugno 1989) è un calciatore francese, centrocampista del Nouméa e della Nazionale neocaledoniana.

## Carriera

### Nazionale
Ha debuttato in Nazionale il 1º giugno 2016, in Nuova Caledonia-Samoa (7-0). Ha partecipato, con la Nazionale, alla Coppa delle nazioni oceaniane 2016.